# Cevio
Cevio is een gemeente en plaats in het Zwitserse kanton Ticino, en maakt deel uit van het district Vallemaggia.
Cevio telt 1264 inwoners.

## Geschiedenis
Op 22 oktober 2006 fuseerde Cevio met de daarvoor zelfstandige gemeenten Bignasco en Cavergno.

## Geboren
- Carla Del Ponte (1947), juriste en hoofdaanklager bij het Joegoslavië-tribunaal is geboren in het dorp Bignasco, dat sinds 2006 deel uitmaakt van de gemeente Cevio.

## Overleden
- Teresa Bontempi (1883-1968), lerares, onderwijsinspectrice, redactrice en irredentiste